# بلوط آباد (مقاطعة فراشبند)
بلوط‌آباد (بالفارسية: بلوط‌آباد) هي قرية تقع في قسم آويز الريفي في إيران. يقدر عدد سكانها بـ 327 نسمة بحسب إحصاء 2016.